# Banco de Andalusia
El Banco de Andalusia es un edificio histórico ubicado en el 28 de S. Court Sq. en Andalusia, Alabama, Estados Unidos.

## Historia
El edificio fue construido en 1914 e incluido en el Registro Nacional de Lugares Históricos en 1989.

## Descripción
Es un edificio de ladrillo de un piso con un techo de parapeto con un "pseudo-frontón", y tiene un estilo arquitectónico del neoclásico temprano. Tiene una cornisa de piedra tallada con friso y dentículos creados por J. Thurron & Co. de la ciudad de Nueva York. Su entrada tiene pares de pilastras toscanas de piedra que sostienen una moldura de piedra tallada.
El edificio fue ampliado hacia la parte trasera en 1924 por un artesano local, en un estilo más utilitario, pero aún con un techo de parapeto y una cornisa. En el interior, la apariencia es de un solo edificio.